# Gunnar Färnström
Fritz Olof Gunnar Färnström, född den 25 februari 1915, död den 6 maj 2008 i Köpenhamn, var en svensk stridsflygare och friidrottare (stående höjdhopp). 
Färnström tävlade för klubben IFK Lidingö och vann SM i stående höjdhopp åren 1936 och 1938. 
1939 volonterade Färnström, då fänrik i svenska flygvapnet, som frivillig i finska vinterkriget.
Gunnar Färnström var son till Emil Färnström och Gunhild Beskow samt bror till Margareta och Karin Färnström. Gunnar har två döttrar Caroline Färnström och Ann Färnström, och två söner, Lars Färnström och Nils Färnström.